# Mistrzostwa Świata w Żeglarstwie Lodowym 2010
37. Mistrzostwa Świata w Żeglarstwie Lodowym 2010 w klasie DN odbyły się w Austrii, na Jeziorze Nezyderskim w dniach 8 - 9 lutego 2010 roku. Startowało ponad 200 zawodników z 18 krajów. Początkowo zawody miały zostać rozegrane na Węgrzech, na Balatonie, ale nieodpowiednie warunki do rozegrania wyścigów (padający śnieg) uniemożliwiły start.
Całe podium mistrzostw zdobyli po raz pierwszy w historii Polacy: Zwyciężył Michał Burczyński (AZS UWM Olsztyn), srebrny medal wywalczył Adam Baranowski (Juvenia Olsztyn), a brązowy Łukasz Zakrzewski (MKŻ Mikołajki). To piąty przypadek w historii bojerowych mistrzostw świata kl. DN, by całe podium zdobyli reprezentanci jednego kraju (poprzednio Amerykanie (1975, 1991) oraz Rosjanie (1980, 1984).
Złoty medal Michała Burczyńskiego jest jego drugim w najważniejszych zawodach w tej dyscyplinie sportowej (poprzednio triumfował w 2006 roku), a dwunastym zdobyty dla Polski (mistrz świata z 1992 roku Karol Jabłoński reprezentował barwy Niemiec).

## Wyniki
| Miejsce | Zawodnik          | Wynik |
| ------- | ----------------- | ----- |
|         | Michał Burczyński | 28,00 |
|         | Adam Baranowski   | 36,00 |
|         | Łukasz Zakrzewski | 37,00 |
| 4.      | Bernd Zeiger      | 43,00 |
| 5.      | Vaiko Vooremaa    | 49,00 |
| 6.      | Robert Graczyk    | 49,00 |